# Giuseppe Greppi

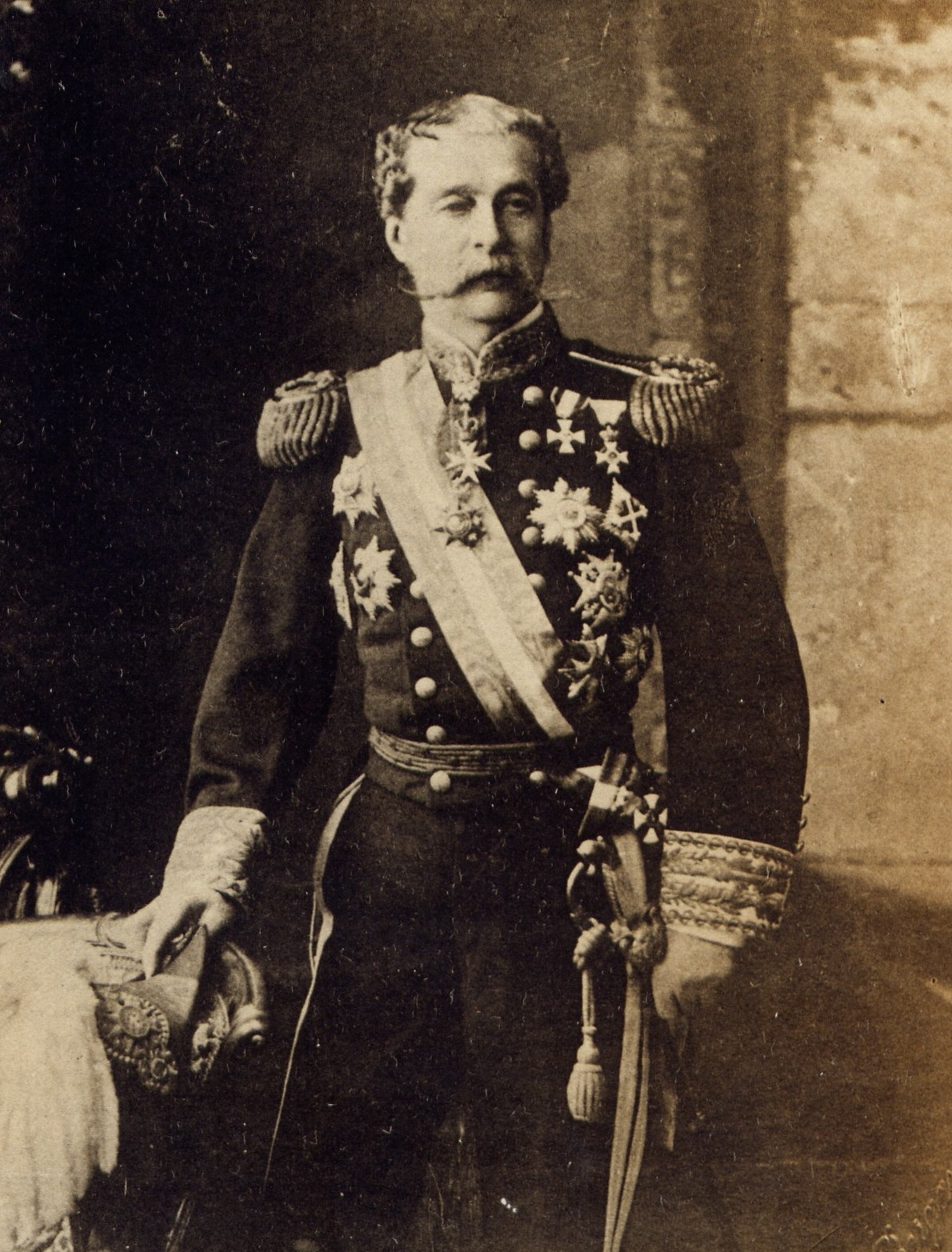
Giuseppe Greppi (1887)

Giuseppe Greppi, Conte di Bussero e Corneliano (* 25. März 1819 in Mailand; † 8. Mai 1921 ebenda) war ein Diplomat und Politiker im Königreich Italien, der unter anderem von 1863 bis 1866 Geschäftsträger der Gesandtschaft im Osmanischen Reich, zwischen 1867 und 1871 Gesandter im Königreich Württemberg, zwischen 1871 und 1875 Gesandter im Königreich Bayern, von 1875 bis 1883 Gesandter im Königreich Spanien sowie zwischen 1883 und 1887 Botschafter im Russischen Kaiserreich war. Er war zudem von 1891 bis zu seinem Tode 1921 Mitglied des Senats (Senato del Regno).

## Leben

### Studium, Eintritt und Verwendungen im diplomatischen Dienst

Wappen des Conte di Bussero e Corneliano.

Giuseppe Greppi, dessen Vorfahre Antonio Greppi (1722–1799) 1778 zum ersten Conte di Bussero e Corneliano erhoben wurde, war einer von drei Söhnen des Diplomaten Antonio Greppi, Conte di Bussero e Corneliano, und der aus einer Mailänder Adelsfamilie stammenden Marchesa Teresa Trotti Bentivoglio. Er absolvierte ein Studium der Rechtswissenschaften an der Universität Pavia, welches er mit einem Laurea in giurisprudenza beendete.
Am 19. Dezember 1840 wurde er Ehren- und Devotions-Ritter des Souveränen Malteserordens und trat im März 1842 als Attaché in den diplomatischen Dienst des Königreichs Lombardo-Venetien. Er wurde daraufhin zunächst an die Vertretung in Rom sowie am 13. Juni 1843 an die Vertretung im Königreich Bayern in München versetzt. Im April 1844 wurde er Ritter des bayrischen Verdienstordens vom Heiligen Michael und im April 1846 an die Vertretung im Königreich Württemberg in Stuttgart versetzt. Nach seiner Beförderung zum Legationssekretär wechselte er im September 1846 an die Vertretung des Königreichs Lombardo-Venetien im Königreich Schweden. Aufgrund von Meinungsverschiedenheiten mit der österreichischen Politik im Königreich Lombardo-Venetien und aus Solidarität mit den Protagonisten des Cinque giornate di Milano, Fünf-Tage-Aufstandes vom 18. bis 22. März 1848, darunter auch sein Bruder Marco Greppi, trat er 1848 aus dem diplomatischen Dienst und ging ins Exil nach Turin. Hier kam er in Kontakt mit Vincenzo Gioberti und Camillo Benso von Cavour und erwarb anschließend die piemontesische Staatsbürgerschaft.
Er war zwischen 1851 und 1856 Mitglied des Stadtrates (Consigliere comunale) von Mailand und wurde am 19. Juli 1859 Ritter des Ordens der Heiligen Mauritius und Lazarus. Am 16. September 1859 wurde er als Legationssekretär Erster Klasse in den diplomatischen Dienst des Königreichs Sardinien übernahm und am 23. Oktober 1860 an die Gesandtschaft im Vereinigten Königreichs versetzt, ehe er am 22. Februar 1860 an die Gesandtschaft im Königreich Preußen wechselte.
Nach Ausrufung des Königreichs Italien am 17. März 1861 wurde Greppi in den diplomatischen Dienst des nunmehrigen Außenministeriums (Ministero degli affari esteri) übernommen und war ab Juni 1861 zuerst an der Gesandtschaft im Königreich Griechenland tätig. Er wurde am 12. September 1861 Offizier des preußischen Roten Adlerordens, im Januar 1862 Offizier des griechischen Erlöser-Ordens sowie am 25. September 1862 auch Offizier des Ordens der Heiligen Mauritius und Lazarus.

### Gesandter und Botschafter

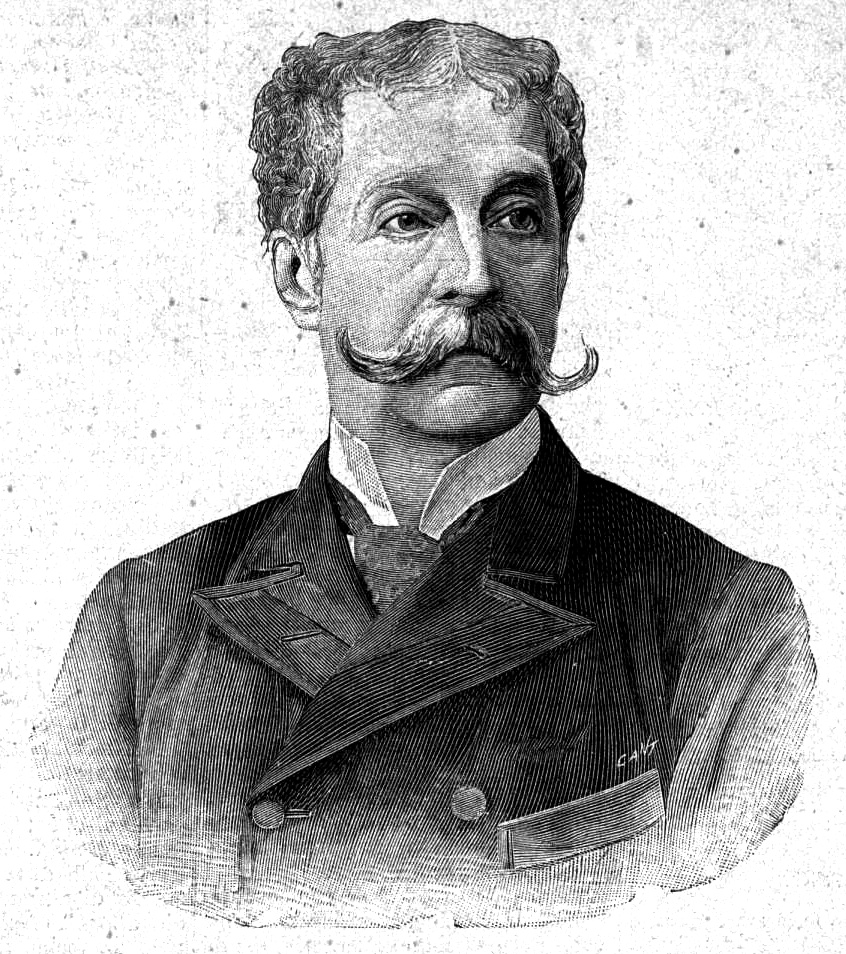
Giuseppe Greppi (1892)

Nachdem er am 30. November 1862 zum Legationsrat (Consigliere di legazione) befördert worden war, wurde er an die Gesandtschaft im Osmanischen Reich versetzt. Er übernahm am 27. August 1863 von Camillo Caracciolo di Bella den Posten als Geschäftsträger der Gesandtschaft im Osmanischen Reich und hatte diesen bis zu seiner Ablösung durch Emilio Visconti-Venosta am 18. März 1866 inne. Für seine dortigen Verdienste wurde er Großoffizier des Mecidiye-Ordens und auch des Osmanié-Ordens. 1867 wurde er Mitglied neu gegründeten Geographischen Gesellschaft, der Società Geografica Italiana.
Am 27. Januar 1867 wurde er als Inviato straordinario di II classe zum Gesandten Zweiter Klasse ernannt und übernahm daraufhin von März 1867 bis zu seiner Ablösung durch Luigi Rati-Oppizione im Juni 1871 das Amt als außerordentlicher Gesandter bevollmächtigter Minister im Königreich Württemberg mit Amtssitz in Stuttgart. Für seine dortigen Verdienste wurde ihm das Großkreuz des württembergischen Friedrichs-Orden verliehen. Im Anschluss wurde er am 12. Juni 1871 Nachfolger von Giovanni Antonio Migliorati als Gesandter im Königreich Bayern. In dieser Funktion blieb er bis zum 13. Mai 1875 und wurde im Anschluss abermals von Luigi Rati-Oppizione abgelöst. Während seiner erneuten Tätigkeit in München wurde ihm auch das Großkreuz des bayrischen Verdienstordens vom Heiligen Michael verliehen. Er selbst wiederum löste am 13. Mai 1875 Giulio Camillo De Barral de Monteauvrand als Gesandter im Königreich Spanien ab und hatte dieses Amt bis zum 29. November 1883 inne, woraufhin Alberto Blanc am 31. Dezember 1883 seine Nachfolge antrat. Während dieser Zeit wurde er am 4. Juni 1876 Großoffizier des Ordens der Heiligen Mauritius und Lazarus und am 31. Juli 1881 als Inviato straordinario di I classe zum Gesandten Erster Klasse befördert. Für seine Verdienste wurde ihm zudem das Großkreuz des Ordens Karls III. verliehen.
Nachdem ihm am 29. November 1883 der Rang eines Botschafters (Ambasciatore) verliehen wurde, übernahm Giuseppe Greppi von Costantino Nigra die Funktion als außerordentlicher und bevollmächtigter Botschafter im Russischen Kaiserreich. Auf diesem Posten verblieb er bis zum 18. Dezember 1887 und wurde daraufhin von Maurizio Marocchetti abgelöst. Für seine Verdienste wurde ihm am 12. Februar 1885 auch das Großkreuz des Ordens der Krone von Italien verliehen. Seine Karriere wurde 1887 mit dem Amtsantritt von Ministerpräsident Francesco Crispi unterbrochen, der einen Wechsel der diplomatischen Kader durchführte. Nach Beendigung seines aktiven Dienstes widmete er sich dem Studium der Geschichte. Am 19. Januar 1888 schied er aus dem diplomatischen Dienst.

### Senator

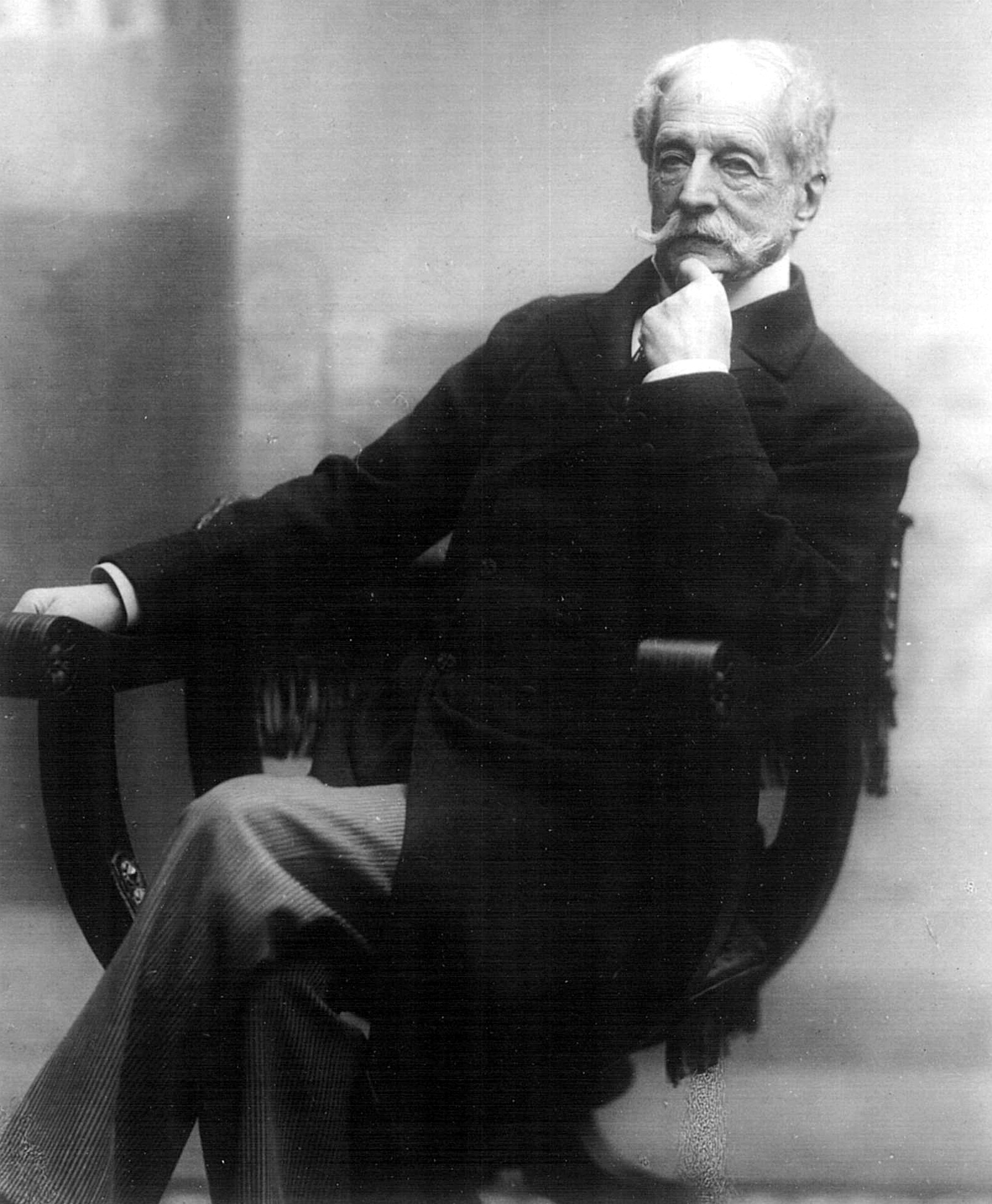
Giuseppe Greppi als Hundertjähriger (1919)

Am 20. November 1891 wurde Greppi zum Mitglied des Senats (Senato del Regno) ernannt und gehörte diesem vom 28. November 1891 bis zu seinem Tode am 8. Mai 1921 an. Durch ein Königliches Dekret vom 18. November 1893 und ein Königliches Patent vom 7. Juni 1894 wurde ihm der Titel des Conte di Bussero e Corneliano zuerkannt, der am 19. Oktober 1778 durch ein Königliches Diplom erstmals seinem Vorfahren Antonio Greppi verliehen wurde. Er gehörte vom 25. August bis zum 21. Juni 1908 dem Komitee für Rechtsfragen (Consiglio del contenzioso diplomatico) des Außenministeriums als Mitglied an und bekam mit seinem endgültigen Ausscheiden sowie seinem Eintritt in den Ruhestand am 22. Juli 1909 den Ehrentitel eines Botschafters (Ambasciatore onorario) verliehen.
Während seiner Senatszugehörigkeit wurde er am 24. Februar 1912 Mitglied der Kommission zur Prüfung des Gesetzesentwurfs zur Umsetzung des Königlichen Dekrets vom 5. November 1911, Nr. 1247, zur Souveränität Italiens über Tripolitanien und Cyrenaica sowie ferner am 10. Dezember 1912 auch Mitglied der Kommission zur Prüfung des Gesetzentwurfs zur Zustimmung zum Vertrag von Lausanne. Für seine langjährigen Verdienste erhielt er ferner das Großkreuz des Ordens der Heiligen Mauritius und Lazarus und wurde ferner Ehren- und Devotions-Großkreuz-Bailli des Malteserordens, Kommandeur des österreichischen Franz-Joseph-Ordens sowie Kommandeur des portugiesischen Christusordens.
Einer seiner Neffen war der Politiker Emanuele Greppi, der zwischen 1897 und 1900 und erneut von 1904 bis 1913 Mitglied der Abgeordnetenkammer sowie von 1913 bis 1931 auch Senator war, Greppi verstarb im Alter von 102 Jahren in seiner Geburtsstadt Mailand.

## Veröffentlichungen
Greppi, der am 20. Mai 1919 Mitglied der Heimatgeschichtlichen Deputation von Turin (Deputazione di storia patria di Torino) wurde sowie Mitglied der Sizilianischen Gesellschaft für Heimatgeschichte (Società siciliana per la storia patria) war, verfasste zahlreiche Fachbücher und Artikel, die sich insbesondere mit geschichtlichen und diplomatischen Themen befassten. Zu seinen Veröffentlichungen gehören:
- Una pagina della politica di casa Savoia. Ricavata dalla corrispondenza diplomatica di Riccardo Hill, Turin, 1854 (Onlineversion)
- Rettificazioni istoriche dedicate alla Gazzetta Ufficiale di Milano, 1857 (Onlineversion)
- La scuola del diplomatico, Mailand, 1892
- Un gentiluomo milanese guerriero-diplomatico 1763–1839. Appunti biografici sul Bali conte Giulio Litta-Visconti Arese, Mailand, 1896
- La rivoluzione francese nel carteggio di un osservatore italiano. Paolo Greppi, 3 Bände, Mailand, Hoepli, 1900–1904
- Una missione in Sicilia (Febbraio 1849). In: Bollettino Ufficiale del Primo Congresso Storico del Risorgimento Italiano, 1906.
- La dichiarazione di guerra della Russia alla Turchia nel 1828. In: Nuova Antologia, 16. Februar 1913, S. 569–591.

in französischer Sprache
- Analyse de la relation de Sigismond Cavalli, retourné de son ambassade en Espagne, en 1571. In: Bulletin de la Commission royale d’Histoire, 1856, S. 341–354 (Onlineversion)
- Notices et extraits de quatre relations d'Ambassadeurs vénitiens sur Philippe II, conservées aux archives de cour et d’État, à Turin. In: Bulletin de la Commission royale d’Histoire, 1857, S. 71–102 (Onlineversion)
- Note historique sur la banque de Saint-Georges, à Gênes. In: Bulletin de la Commission royale d’Histoire, 1858, S. 205–210 (Onlineversion)
- Extraits de la Correspondance diplomatique de Jean-Thomas de Langosco, comte de Stroppiana, et de Claude Malopera, ambassadeurs du duc de Savoie à la cour de Charles-Quint (1546–1559). In: Bulletin de la Commission royale d’Histoire, 1859, S. 117–270 (Onlineversion)
- Révélations diplomatiques sur les relations de la Sardaigne avec l’Autriche et la Russie pendant la première et la deuxième coalition, Paris, 1859 (Onlineversion)
- Extraits de la correspondance diplomatique des envoyés du duc de Savoie, Emmanuel-Philibert, près la cour de Vienne, pendant les troubles des Pays-Bas (1567–1584). In: Bulletin de la Commission royale d’Histoire, 1861, S. 229–275 (Onlineversion)
- Etudes diplomatiques de la question d’Orient, Stuttgart, Ackermann, 1873. E Paris, Dunes, 1878
- Notes de voyage du Comte Giandemaria envoyé du Duc de Parme à la cour de Louis XIV (1680). In: Revue d’histoire diplomatique, 1890, S. 352–367 (Onlineversion)
- La mission du comte Carletti à Paris (1794–1795). In: Revue d’histoire diplomatique, 1901, S. 351–370 (Onlineversion)
- Souvenirs de mon premier séjour à Roma (1842). In: Revue d’Italie, 1904
- Le dernier cri de Venise mourante (1797). In: Revue d’Italie, 1905.
- Lettres du Comte Edouard de Launay au Comte J. Greppi. In: Revue d’Italie, 1906.
- Une coulisse du théâtre de la guerre (1870). In: Revue d’Italie, 1906.
- L’école du diplomate. In: Revue d’Italie, 1908.
- Sardaigne, Autriche, Russie pendant la première et la deuxième coalition (1796–1802), Rom, 1910.
- Souvenirs d’un diplomate italien a Constantinople. In: Revue d’histoire diplomatique, 1910, S. 372–387 (Onlineversion)
- Un coup d'oeil sur l’histoire de la Turquie. In: Revue d’Italie et courrier d’Orient, 1912.
- Le pouvoir temporel au Congrès de Vienne. In: Revue d’Italie, 1914.

in deutscher Sprache
- Über die Rechte der Regierungen beim Conclave, München, 1872 (Onlineversion)